# Pomnik Dar Miasta Czadca w Toruniu
Pomnik Dar Miasta Czadca w Toruniu – odsłonięty w 2000 roku pomnik znajdujący się na skwerze pomiędzy aleją Solidarności, ul. Wały gen. Sikorskiego a Muzeum Etnograficznego w Toruniu. Jest to dar dla miasta Torunia, z okazji pięcioletniej współpracy między Toruniem a słowackim miastem Czadca. Autorem pomnika jest rzeźbiarz Josef Mundier.
Pomnik składa się z betonowego postumentu, na którym postawiono kamienną kulę i element zespawany ze stalowej blachy kwasoodpornej. Obok pomnika umieszczono tabliczkę z napisem w języku słowackim: MESTO ČADCA MESTU TORUŃ. Kamenna gula-geologicki unikat prirody w Čadci Sloveńsko (tłum.: Miasto Czadca miastu Toruń. Kamienna kula – geologiczny unikat przyrodniczy z Czadcy na Słowacji.